# 霍普金斯鎮區 (密蘇里州諾德韋縣)
霍普金斯鎮區（英語：Hopkins Township）是位於美國密蘇里州諾德韋縣的一個行政鎮區。

## 地方資料
霍普金斯鎮區的面積為100.28平方千米，當中陸地面積為100.21平方千米，而水域面積為0.07平方千米。根據2020年美國人口普查的數據，當地共有人口645人，而人口密度為每平方千米6.43人。